# Флаг Афганистана
Флаг Афганистана является одним из де-факто государственных символов Афганистана и символов Талибана наряду с гербом и гимном. Флаг де-факто был принят 15 августа 2021 года после падения Кабула и установления «Талибаном» контроля над Афганистаном. Ранее, в 1997—2001 годах, этот флаг уже использовался как государственный. 

## Описание
Флаг Афганистана представляет собой прямоугольное белое полотнище, пропорции 1:2, на котором каллиграфически написано: «لَا إِلَٰهَ إِلَّا ٱللَّهُ مُحَمَّدًا رَسُولُ ٱللَّهِ», на русском переводится как: «Нет иного Бога, кроме Аллаха, Мухаммед — посланник Аллаха».

## История
Афганистан — рекордсмен по частоте смены флага. С 1709 по 2021 год флаг страны сменился уже двадцать пять раз, причём среди флагов побывали и одноцветное чёрное (во время правления династии Хотаки в 1709—1747 годах, а также эмира Абдур-Рахмана в 1880—1901 годах), и одноцветное белое знамя (при правлении талибов в 1996—1997 годах).

### Хотаки (1709—1747)
| Годы      | Флаг | Отношение сторон | Правительство | Примечания                                                      |
| --------- | ---- | ---------------- | ------------- | --------------------------------------------------------------- |
| 1709—1747 |      | 2:3              | Хотаки        | Чёрный флаг династии Хотаки. Первый известный флаг Афганистана. |

### Дурранийская империя (1747—1842)
| Годы      | Флаг | Отношение сторон | Правительство        | Примечания |
| --------- | ---- | ---------------- | -------------------- | --- |
| 1747—1842 |      | 2:3              | Дурранийская империя | Флагом Дурранийской империи являлся зелёно-бело-зелёный флаг. После свержения Шаха Дуррани он использовался в Герате до 1842 года. |

### Эмират Афганистан (1842—1926)
| Годы      | Флаг           | Отношение сторон | Правительство     | Примечания |
| --------- | -------------- | ---------------- | ----------------- | --- |
| 1842—1880 | Флага не было. | Отсутствует.     | Эмират Афганистан | Правящая династия Баракзай не использовала какой-либо флаг. |
| 1880—1901 |                | 2:3              | Эмират Афганистан | Флаг во время правления эмира Абдур-Рахмана. |
| 1901—1919 |                | 3:5              | Эмират Афганистан | Флаг во время правления Хабибуллы-хана. Хабибулла добавил к флагу своего отца печать, являющуюся предшественником современного герба Афганистана.                                                       |
| 1919—1926 |                | 2:3              | Эмират Афганистан | Первый флаг, использовавшийся во время правления Амануллы-хана. Он добавил к отцовскому флагу лучи, исходящие от печати в форме октаграммы. Этот новый вид печати был общепринятым в Османской империи. |

### Королевство Афганистан (1926—1973)
| Годы      | Флаг | Отношение сторон | Правительство          | Примечания |
| --------- | ---- | ---------------- | ---------------------- | --- |
| 1926—1928 |      | 2:3              | Королевство Афганистан | Второй флаг, использовавшийся во время правления Амануллы-хана. Он убрал октограмму, увеличил и несколько изменил национальную эмблему Афганистана. |
| 1928—1929 |      | 2:3              | Королевство Афганистан | Третий флаг, использовавшийся во времена правления Амануллы-хана. Чёрно-красно-зелёный триколор представлял, соответственно, прошлое (предыдущие флаги), борьбу за независимость (третья англо-афганская война) и надежду на будущее. Вероятно, был придуман после посещения Амануллой-ханом Европы в 1927 году. На новой печати изображено солнце, восходящее над двумя снежными горами, символизируя новое начало для королевства. |
| 1929      |      | 2:3              | Эмират Афганистан      | Флаг, использовавшийся во времена правления Хабибуллы Калакани или Хабибуллы-хана (ранее известного как Бачаи-и Сакао). |
| 1929—1930 |      | 2:3              | Королевство Афганистан | Первый флаг во время правления Мухаммеда Надир-шаха. Вновь восстановлен чёрно-красно-зелёный триколор; восьмиугольная печать, взятая с первого флага Амануллы-хана, заменена на печать с солнцем и горами. |
| 1930—1973 |      | 2:3              | Королевство Афганистан | Второй флаг во время правления Мухаммеда Надир-шаха, использовался также его сыном Мухаммедом Захир-шахом. На нём сохранён чёрно-красно-зелёный триколор. Лучистый восьмиугольник убран, а печать увеличена. Между мечетью и печатью написан год ١٣٤٨ (1348 год по лунному исламскому календарю, 1929 год по григорианскому календарю) — год начала династии Мохаммеда Надир-шаха.                                                   |

### Республика Афганистан (1973—1978)
| Годы      | Флаг | Отношение сторон | Правительство         | Примечания |
| --------- | ---- | ---------------- | --------------------- | --- |
| 1973—1974 |      | 2:3              | Республика Афганистан | Первый флаг Республики Афганистан. Идентичен предыдущему флагу, за исключением того что удалён год ١٣٤٨. |
| 1974—1978 |      | 2:3              | Республика Афганистан | Второй флаг Республики Афганистан. Используются те же цвета, но их значение интерпретируется по-другому: чёрный символизирует тёмное прошлое, красный — кровь, пролитую в борьбе за независимость, а зелёный — процветание сельского хозяйства. На кантоне изображена новая печать — орёл с распростёртыми крыльями, помост на груди орла (для мечети), пшеница вокруг орла и лучи солнца над орлом (для новой республики). |

### Демократическая Республика Афганистан (1978—1992)
| Годы      | Флаг | Отношение сторон | Правительство                         | Примечания |
| --------- | ---- | ---------------- | ------------------------------------- | --- |
| 1978      |      | 2:3              | Демократическая Республика Афганистан | В результате государственного переворота лидер республики был убит, новый режим установил коммунистическое правительство. Дизайн флага тот же, за исключением того, что печать была убрана из кантона. |
| 1978—1980 |      | 1:2              | Демократическая Республика Афганистан | Флаг представляет собой красное поле с жёлтой печатью на кантоне, обычный дизайн для коммунистических режимов. Венок из пшеницы остался, вверху добавлена звезда (представляющая пять этнических групп афганцев) и слово «Khalq» (народ) арабской вязью в центре. Флаг являлся также флагом фракции «Хальк» Народно-демократической партии Афганистана. |
| 1980—1987 |      | 1:2              | Демократическая Республика Афганистан | После свержения фракции «Хальк» фракцией «Парчам» флаг был снова изменён. Новое руководство вернулось к чёрно-красно-зелёному триколору, символизирующему прошлое, кровь, пролитую за независимость и исламскую веру, соответственно. Была разработана новая печать, на которой изображено восходящее солнце (отсылающее к прошлому имени страны: «Хорасан», означающему «Страна Восходящего Солнца»), подставку, ленты национальных цветов, зубчатое колесо, символизирующее индустрию, и красную звезду, символизирующую коммунизм. |
| 1987—1992 |      | 1:2              | Республика Афганистан                 | Аналогичен предыдущему флагу, за исключением того, что на национальной печати зубчатое колесо переместилось сверху вниз, убраны красная звезда и книга, а зелёное поле искривлено в целях сходства с горизонтом. |

### Исламское Государство Афганистан (1992—1996)
| Годы      | Флаг | Отношение сторон | Правительство                    | Примечания |
| --------- | ---- | ---------------- | -------------------------------- | --- |
| 1992      |      | 1:2              | Исламское Государство Афганистан | Флаг использовался в качестве временного. На верхней полосе надпись по-арабски «Аллаху Акбар», («Бог велик»); центральная полоса содержит шахаду. |
| 1992—1996 |      | 1:2              | Исламское Государство Афганистан | Шахада убрана. После победы «Талибана» флаг использовался Северным альянсом.                                                                      |

### Исламский Эмират Афганистан (1996—2001; с 2021)
| Годы                 | Флаг | Отношение сторон | Правительство               | Примечания                      |
| -------------------- | ---- | ---------------- | --------------------------- | ------------------------------- |
| 1996—1997            |      | 2:3              | Исламский Эмират Афганистан | Белый флаг «Талибана»           |
| 1997—2001 2021—н. в. |      | 1:2              | Исламский Эмират Афганистан | На белом флаге написана шахада. |

### Исламская Республика Афганистан (2001—2021)
| Годы      | Флаг | Отношение сторон | Правительство                               | Примечания |
| --------- | ---- | ---------------- | ------------------------------------------- | --- |
| 2001—2002 |      | 1:2              | Временная администрация Афганистана         | Добавлены надписи на пушту и дари. |
| 2002      |      | 1:2              | Переходное Исламское Государство Афганистан | Версия с белой эмблемой. 1298 год солнечного исламского календаря соответствует 1919 году григорианского календаря, году независимости от Великобритании.   |
| 2002—2004 |      | 1:2              | Переходное Исламское Государство Афганистан | Версия с жёлтой эмблемой |
| 2004—2013 |      | 2:3              | Исламская Республика Афганистан             | |
| 2013—2021 |      | 2:3              | Исламская Республика Афганистан             | Флаг Афганистана, почти идентичный флагу Королевства Афганистан 1930 года. Просуществовал до падения Кабула и захвата власти талибами 15 августа 2021 года. |